# Дункан Мак-Нотон
Дункан Андерсон Мак-Нотон (англ. Duncan Anderson McNaughton; нар. 7 грудня 1910 — пом. 15 січня 1998) — канадський легкоатлет, який спеціалізувався в стрибках у висоту.

## Із життєпису
Олімпійський чемпіон зі стрибків у висоту (1932).
Посів 4-е місце у змаганнях зі стрибків у висоту на Іграх Британської імперії (1930).
Переможець Студентського чемпіонату США зі стрибків у висоту (1933).
По завершенні спортивної кар'єри (1933) зайнявся геологічною практикою. Служив у Повітряних силах Канади під час Другої світової війни.

## Визнання
- Член Зали спортивної слави Канади (1955)